# Pstrążna
Pstrążna is een dorp in het Poolse woiwodschap Silezië, in het district Rybnicki. De plaats maakt deel uit van de gemeente Lyski.